# Panthera tigris jacksoni
La tigre malese (Panthera tigris jacksoni Luo et al., 2004) è una sottospecie di tigre, diffusa esclusivamente nella Penisola di Malacca.

## Tassonomia
Gli esemplari di questa sottospecie in passato erano classificati nella sottospecie Panthera tigris corbetti. Recenti studi genetici hanno invece chiarito che si tratta di una sottospecie a sé stante.
Il nome è stato scelto in onore dello zoologo Peter Jackson, ex presidente del Cat Specialist Group della IUCN, noto per la sua attività in difesa delle tigri. Tale scelta tuttavia ha suscitato le proteste del governo malese, che avrebbe voluto una denominazione che riflettesse l'origine geografica della sottospecie quale Panthera tigris malayensis.
Alcuni autori ritengono che la tigre malese sia inclusa nella sottospecie Panthera tigris tigris, ma ciò è ancora oggetto di dibattito.

## Descrizione
Morfologicamente molto simile alla tigre indocinese, la tigre malese ha un peso medio (riferito agli esemplari adulti) di circa 110 kg per i maschi e 90 kg per le femmine. La lunghezza dell'animale compresa la coda è nei maschi da 2,20 a 2,40 metri, mentre nelle femmine è da 2,10 a 2,20 metri. Le sue dimensioni fanno di questa sottospecie la più piccola di tutte le altre tigri.

## Distribuzione e habitat
La sua distribuzione è limitata a nove zone della Malaysia peninsulare, anche se di recente è stata reintrodotta in un parco safari a Singapore, dove mancava dal 1925.

## Conservazione
Minacciata dal bracconaggio e dalla deforestazione, la tigre malese rischia l'estinzione. La IUCN Red List la classifica come sottospecie in pericolo critico (Critically Endangered).
Il governo malese sta istituendo numerose aree protette per salvaguardare gli ultimi 150 esemplari rimasti, ma tuttora oltre il 90% di essi vive in aree di foresta non protette.